# Kilómetro Cuatrocientos Setenta
Kilómetro Cuatrocientos Setenta är en ort i Mexiko.   Den ligger i kommunen Tamasopo och delstaten San Luis Potosí, i den centrala delen av landet, 280 km norr om huvudstaden Mexico City. Kilómetro Cuatrocientos Setenta ligger 346 meter över havet och antalet invånare är 200.
Terrängen runt Kilómetro Cuatrocientos Setenta är huvudsakligen kuperad, men åt nordost är den platt. Runt Kilómetro Cuatrocientos Setenta är det ganska glesbefolkat, med 28 invånare per kvadratkilometer. Närmaste större samhälle är Tamasopo, 7,0 km väster om Kilómetro Cuatrocientos Setenta. I omgivningarna runt Kilómetro Cuatrocientos Setenta växer huvudsakligen savannskog.